# الأنبياء الكبار
الأنبياء الكبار (احياناً الانبياء الرئيسيين) هم مجموعة كتب في العهد القديم المسيحي (لا تَرِد في الكتاب المقدس العبري) ، يُنظر إلى أنها من تأليف انبياء مثل إرميا وإشعياء ودانيال وحزقيال (واحياناً سفر مراثي إرميا الذي ايضاً يُنسَب لإرميا) .
لفظ "كبير" ليس له علاقة بإنجاز أو أهمية الأنبياء ، بل بطول كتبهم، بالمقارنة مع أسفار الأنبياء الصغار الذين كتبهم القصيرة ومجمّعة معًا في كتاب واحد ، الكتاب المقدس العبري . 

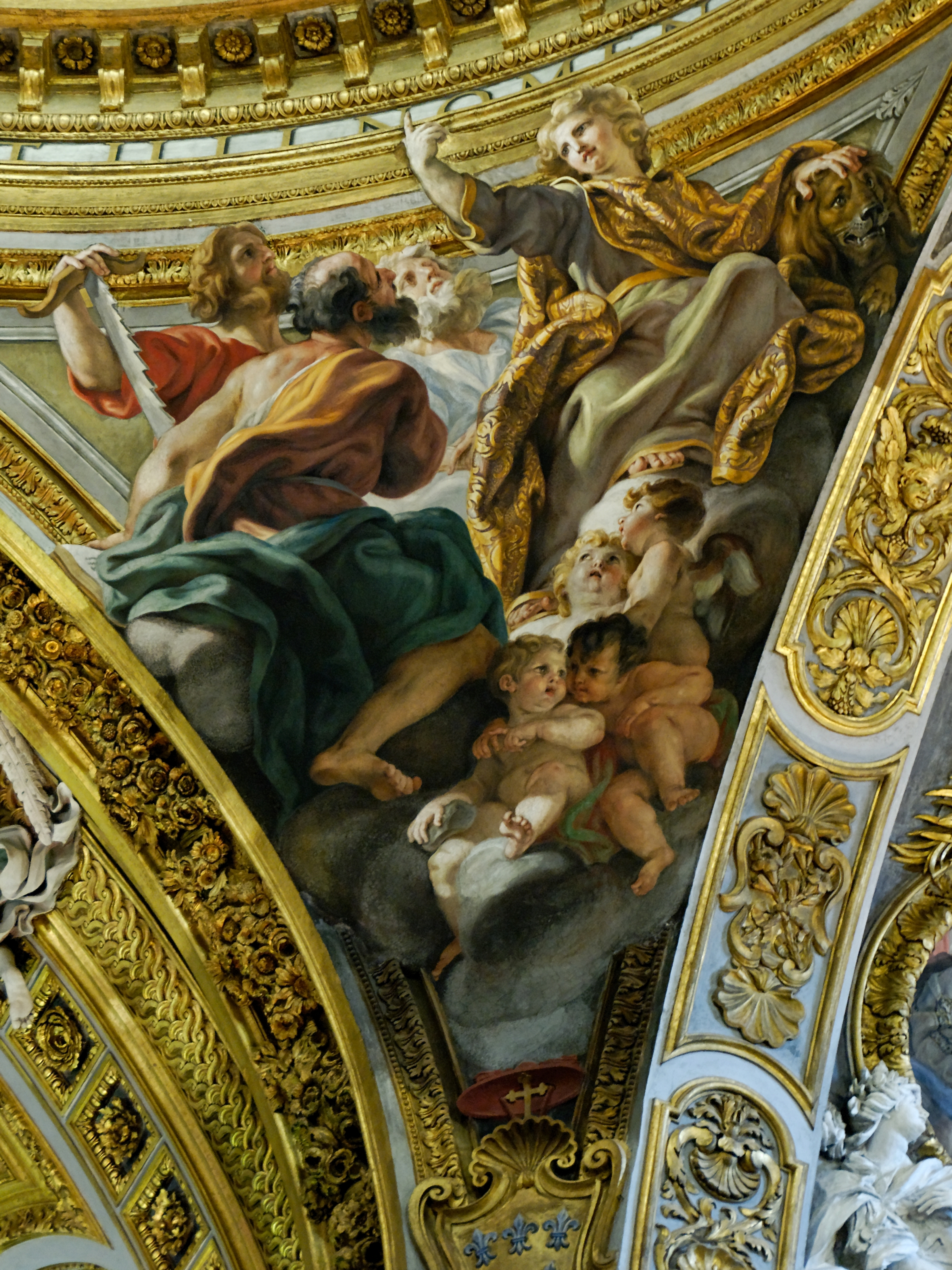
دانيال وحزقيال وإرميا وإشعياء لوحة جدارية في كنيسة جيسو

## ترتيب الكتب

### الكتاب المقدس العبري
تنقسم التوراة ، التي يُطلق عليها غالبًا اسم الكتاب المقدس العبري ، إلى ثلاثة أقسام: التوراة ، والنفيئيم (الأنبياء) ، والكيتوفيم (الكتابات). كتاب ارميا ، سفر اشعياء وسفر حزقيال مدرجين ضمن نيفيئيم . كتاب المراثي وكتاب دانيال مدرجين ضمن كتوفيم . لا يتضمن الكتاب المقدس العبري كتاب باروخ . 

### الكتاب المقدس الكاثوليكي
إلى جانب أسفار الكتاب المقدس العبري ، يتضمن الكتاب المقدس الكاثوليكي رسالة إرميا الموجودة في الفصل السادس من كتاب باروخ . هذا ما كتبه باروخ بن نيريا ، كاتب إرميا. 

### الكتاب المقدس البروتستانتي
تشمل معظم الأناجيل البروتستانتية فقط سفر إشعياء ، وكتاب إرميا ، وكتاب المراثي ، وكتاب حزقيال ، وكتاب دانيال. 

## فترة النبوة
حدثت جميع كتب الأنبياء الرئيسيين خلال "فترة النبوة" ، والتي تغطي الفترة الممتدة من دخول بني إسرائيل إلى أرض إسرائيل حتى السبي البابلي ليهوذا. يُفهم من جميع إصدارات الكتب أنه خلال هذا الوقت ، اختار الله الأنبياء الأربعة الرئيسيين للتحدث معهم والتحدث بالكلمة الإلهية إلى الناس. 

### اشعياء
يخبرنا سفر إشعياء بالدرجة الأولى عن نبوءات عن الأحكام التي تنتظر الأمم التي تضطهد يهوذا .

### ارميا
تمت كتابة سفر إرميا كرسالة إلى اليهود في المنفى في بابل ، موضحًا فيها كارثة السبي على أنها رد الله على عبادة إسرائيل الوثنية.

### سفر مراثي إرميا
يخبرنا كتاب المراثي الحداد على هجر الله للمدينة ، ودمارها ، وعودة الألوهية في نهاية المطاف.

### حزقيال
يخبرنا سفر حزقيال عن الأحكام على إسرائيل والأمة وكذلك بركات إسرائيل المستقبلية.

### دانيال
يخبرنا سفر دانيال عن خطط الله لإنقاذ إسرائيل في ظل اضطهادهم الحالي ، تمامًا كما أنقذ دانيال من أعدائه.

## أنظر أيضا
- نبوءة الكتاب المقدس
- قائمة أنبياء الكتاب المقدس